# チャチャク
チャチャク（セルビア語: Чачак 発音: [t͡ʃǎːt͡ʃak]、ラテン文字転写：Čačak）は、セルビア中西部にある都市の一つ。ドナウ川に次いでセルビアで2番目に長い西モラヴァ川河畔にあり、シュマディヤとディナル・アルプス山脈の間のチャチャク＝クラリェヴォ峡谷に位置する。チャチャクはモラヴィツァ郡の行政中心であり、北はゴルニ・ミラノヴァツ、南西はルチャニに至る郡内の経済や文化、スポーツの中心となっている。チャチャクは南西部でズラティボル郡のポジェガ、東部でシュマディヤ郡のクニチ、南東部でラシュカ郡のクラリェヴォとそれぞれ境界を接している。海抜の最低地点はブレスニチュカ・レカ川（Bresnička reka）と西モラヴァ川が合流する地点で204mあり、最高地点はオヴチャル山の985mである。自治体内には58の集落があり市街自体の人口は73,331人、基礎自治体全体では115,337人である。チャチャクはセルビアの首都ベオグラードからは南に144km離れた場所に位置している。
チャチャクの周辺には特徴的な地形オヴチャル＝カブラル峡谷があり、そこには14世紀から建てられた300の僧院があったが、今日では12が残るのみである。この地域は「セルビアのアトス山」と呼ばれることもある。現在の呼称であるチャチャクは1408年からのものでそれ以前はグラダツ（Градац）と呼ばれていた。グラダツの指導者であるストラツィミル・ザヴィドヴィチや兄弟のステファン・ネマニャはセルビアの重要な支配者であった。ザヴィドヴィチは今でもチャチャクの中心に建つ聖母教会を建てている。教会のファサードは震災での損害後、2010年から2011年にかけて再建されている。
1459年からオスマン帝国によってセルビアが独立を失っていた1718年までの期間と、1739年から1878年までの間、チュチャクはオスマン帝国の一部となっていた。1718年から1739年にかけての短期間、チャチャクはハプスブルク君主国の南部にあった。チャチャクは1815年の第二次セルビア蜂起の時には激しい戦いの場であった。リュビチ丘の一番高い地点は蜂起の大きな戦いが起こった場所であり、現在は町を守るために戦死したタナスコ・ライィチの記念碑が建てられている。その後の1817年、セルビアはオスマン帝国から自治を与えられた。それから61年後、セルビアは独立国となった。1882年にチャチャクはセルビア王国になり、1918年から2003年までユーゴスラビアの一部であった。2003年から2006年にかけてはセルビア・モンテネグロ、2006年からはセルビア共和国に属している。第二次世界大戦中の1941年には、チャチャクは建国後早々にナチス・ドイツによって滅ぼされた短命国家ウジツェ共和国の領域に含まれていて、その東部にあった。

## 地理
チャチャクの自治体はセルビア西中部にあり、首都ベオグラードの南144kmの場所に位置する。もっとも近い国境はボスニア・ヘルツェゴビナとの間のものである。モラヴィツァ郡の中で、この自治体は中心地としての特徴を全て備えている。大部分が西モラヴァ川の西側に位置し、チャチャクは北のシュマディヤの丘陵地と南の内陸の高地とをつないでいる。これらの山々はチャチャク盆地や市街地、モラヴァ川に向かって緩やかに波打った形で傾いている。自治体の面積は636km2あって、そこには海抜204～300mのチャチャク盆地、300～500mの丘陵地帯、西のオヴチャル山（985m）とカブラル山（889m）、南のイェリツァ山（929m）、北東のヴヤン山（857m）といった山々がある。

### 気候
チャチャクは湿潤大陸性気候で、年平均気温10.47℃・湿度74.1%。夏は温暖で、冬は寒冷。風向きは北や北東から吹き、山地の影響で西からの風は稀である。8月の平均気温は22℃。1月の平均気温は0.5℃。年間38日は雪で、54日は霧である。年間の平均風速は2.3 m/sで、時折サハラ砂漠からの砂塵により交通などで住民に問題を起こしている。年間平均降水量735mm。
| チャチャク (2011)の気候                              | チャチャク (2011)の気候 | チャチャク (2011)の気候 | チャチャク (2011)の気候 | チャチャク (2011)の気候 | チャチャク (2011)の気候 | チャチャク (2011)の気候 | チャチャク (2011)の気候 | チャチャク (2011)の気候 | チャチャク (2011)の気候 | チャチャク (2011)の気候 | チャチャク (2011)の気候 | チャチャク (2011)の気候 | チャチャク (2011)の気候 |
| 月                                                   | 1月                     | 2月                     | 3月                     | 4月                     | 5月                     | 6月                     | 7月                     | 8月                     | 9月                     | 10月                    | 11月                    | 12月                    | 年                      |
| ---------------------------------------------------- | ----------------------- | ----------------------- | ----------------------- | ----------------------- | ----------------------- | ----------------------- | ----------------------- | ----------------------- | ----------------------- | ----------------------- | ----------------------- | ----------------------- | ----------------------- |
| 平均最高気温 °C （°F）                               | 4.0 (39.2)              | 9.2 (48.6)              | 11.2 (52.2)             | 14.4 (57.9)             | 17.6 (63.7)             | 25.8 (78.4)             | 28.0 (82.4)             | 27.8 (82)               | 22.6 (72.7)             | 12.4 (54.3)             | 5.2 (41.4)              | 4.6 (40.3)              | 13.7 (56.7)             |
| 降水量 mm （inch）                                   | 64 (2.52)               | 61 (2.4)                | 63 (2.48)               | 65 (2.56)               | 86 (3.39)               | 63 (2.48)               | 41 (1.61)               | 31 (1.22)               | 51 (2.01)               | 81 (3.19)               | 61 (2.4)                | 68 (2.68)               | 735 (28.94)             |
| 平均降水日数 （≥0.1 mm）                             | 17                      | 18                      | 13                      | 15                      | 17                      | 11                      | 5                       | 5                       | 11                      | 17                      | 20                      | 16                      | 165                     |
| % 湿度                                               | 85                      | 78                      | 65                      | 65                      | 65                      | 60                      | 59                      | 60                      | 62                      | 72                      | 80                      | 75                      | 64                      |
| 平均月間日照時間                                     | 57.2                    | 76.7                    | 138.2                   | 172.1                   | 237.2                   | 255.9                   | 285.8                   | 269.0                   | 199.3                   | 158.1                   | 92.0                    | 53.5                    | 1,956                   |
| 出典：Republic Hydrometeorological Service of Serbia |                         |                         |                         |                         |                         |                         |                         |                         |                         |                         |                         |                         |                         |

### 自治体
チャチャク自治体には以下の58の集落が含まれている。
- チャチャク Чачак
- アテニツァ Атеница
- バルガ（リュビチスカ） Балуга (Љубићка)
- バルガ（トルナヴスカ） Балуга (Трнавска)
- バニツァ Бањица
- ベリナ Бељина
- ベチャニ Бечањ
- ブレゾヴィツァ Брезовица
- ブレスニツァ Бресница
- ヴァパ Vapa
- ヴィドヴァ Видова
- ヴィリュシャ Виљуша
- ヴラニチ Вранићи
- ヴルンチャニ Врнчани
- ヴイェティンツィ Вујетинци
- ゴリチャニ Горичани
- ゴルニャ・ゴレヴニツァ Горња Горевница
- ゴルニャ・トレプチャ Горња Трепча
- ドニャ・ゴレヴニツァ Доња Горевница
- ドニャ・トレプチャ Доња Трепча
- ジャオチャニ Жаочани
- ザブラチェ Заблаће
- ヤンチチ Јанчићи
- イェジェヴィツァ Јежевица
- イェズディナ Јездина
- カトルガ Катрга
- カチュリツェ Качулице
- コニェヴィチ Коњевићи
- クキチ Кукићи
- クリノヴチ Кулиновци
- リプニツァ Липница
- ロズニツァ Лозница
- リュビチ Љубић
- メジュヴルシイェ Међувршје
- ミリチェヴツィ Милићевци
- ミオコヴツィ Миоковци
- モイシニェ Мојсиње
- ムルチャイェヴツィ Мрчајевци
- ムルシンツィ Мршинци
- オヴチャル・バニャ Овчар Бања
- オストラ Остра
- パコヴラチェ Паковраће
- パルメナツ Парменац
- ペトニツァ Петница
- プレリナ Прељина
- プレメチャ Премећа
- プリドヴォリツァ Придворица
- プリイェヴォル Пријевор
- プリスロニツァ Прислоница
- ラヤツ Рајац
- ラコヴァ Ракова
- リジャゲ Риђаге
- ロシツィ Рошци
- スラティナ Слатина
- ソコリチ Соколићи
- スタンチチ Станчићи
- トルブシャニ Трбушани
- トルナヴァ Трнава

## 歴史

### 先史時代
チャチャク周辺にはいくつかの古代遺跡があり、最古の物は紀元前15世紀に遡る。
アテニツァにはグレコ＝イリリアン型（グラシナツ文化）の2つの墳墓がその威容を湛えており、そこからは紀元前6世紀末に遡る、イオニアのガラスやガラスペースト、琥珀ビーズで描かれた白鳥、天井裏の猪の銘板といった出土品が発見された 。またモイシニイェでは、青銅製の白鳥型をしたフィブラが発見されている。
先史時代の墳丘墓はムルチャイェヴツィで発掘されている。トリバリやスコルディスキなどのケルト系部族がローマ人の到来まではこの地域で暮らしていた。

### ローマ時代
イェリツァ＝グラディナ村ではローマ時代の柵（要塞）と共にマルティリウムやネクロポリスが発見されている。それには3つの教会も付随し、そのうちの1つは526～537年のユスティニアヌス1世の治世に5ヌンミ銅貨を製造していた。要塞は530年代に築かれたといわれている。焼土層の存在からは集落が暴力のうちに最期を迎えたと断定でき、6世紀には同地域には4つの要塞が築かれていた。。2世紀から4世紀にかけてこの地域にはローマ式の浴場テルマエが建てられた。それらは今も経済専門学校の裏に残っている。

### 中世
南スラヴ人がこの地域にやって来たのは東ローマ帝国のヘラクレイオスの治世（610～641年）のことだった。当時のツリナ（Culina）遺跡がカブラル山麓に残っている。1168年から1189年にかけてストラツィミル・ザヴィドヴィチがチャチャク（当時の名はグラダツ）も含まれた西モラヴァ地域を統治していた。この時彼は聖母教会すなわちモラヴィア・グラダツ教会を建てた。
現在の街の名称となっているチャチャク（čačak）はトルコ語で「泥」を意味している。（現在のトルコ語で泥はÇamur）1459年にチャチャクがオスマン帝国の手に落ちると教会はモスクに変えられた。

### 16世紀から現在まで
スレイマン1世やキャーティプ・チェレビー、エヴリヤ・チェレビが16世紀や17世紀、チャチャクはカーディーにとってチャチャクは主要な場所であると話している。1717年、ハプスブルク君主国がオスマン帝国に勝利し、チャチャクはその一部となった。そしてその21年後チャチャクは再びオスマン帝国の一部となった。その後、北の人々がハプスブルク帝国へと移ってチャチャクは空白地となった。そこにモンテネグロやボスニア、ヘルツェゴビナからやってきた人々やヴラフ人がやって来た。今日では住民の90%が彼らの子孫である。
チャチャクの紋章には2つの年号が記されている。最初の1408年はこの都市がチャチャクという名で最初に記録された年（ドゥブロヴニクの古文書の一つによる）で、もう一方の1815年は第二次セルビア蜂起が始まり、リュビツの丘で戦いがあった年である。この戦いはセルビアの反乱勢力が6万人もの強力なオスマンの軍勢を2度討ち破ったことで知られる。
1837年にはセルビアで最初の文法学校のうちの一つが建てられた。1837年～1947年の間にチャチャクは近代都市へと変貌した。第二次世界大戦中、チャチャクは短命政権ウジツェ共和国の一部となった。同国は建国して間もなくドイツ軍によって滅ぼされた。1944年12月4日にチャチャクはパルチザンにより解放された。

## 経済
チャチャク自治体の産業構造は農業、工業、商業、サービス業からなる。農業以外には製紙、家電、金属・非金属・木材加工用刃具、化学製品、家庭用熱機器、木・金工、医薬品・医療用品、木材加工などが代表的である。民間企業には19世紀からの伝統があり、自治体の経済をまさに特徴づけている。多くの民間企業は従業員数80～270人の中堅企業であり、幅広い分野の製品が手がけられている。。

## 文化
この都市は名もなき集落から21世紀の近代都市までの長い茨の道を進んできた。同市のまさに顔といえる、建物の外観やモニュメントそして文化的設立物、それは住民たちの芸術魂の現れなのである。
演劇のシーズンにはセルビア中からの多くの劇団が文化センターで公演する。このセンターにはドラマスタジオやバレー・芸術・彫刻の学校が集積している。
展示と公演・文化・文学の夕べの開かれる「ナデジダ・ペトロヴィッチ」及び「リシム」画廊、国立美術館、公文書館、私立図書館、学童センターなどもある。
芸術・彫刻の集いの多くはオヴチャル・バニャのスパリゾートで行われる。市内や近郊には無数の文化・音楽・娯楽・観光スポットがあり、ディソヴォの春やナデジダ・ペトロヴィッチ記念行事、プリスロニツァで行われるフルート祭その他が民族文化・オリジナルフォーク音楽を愛する大勢の人々を引きつけている。なお、チャチャクから10km南にあるグチャ（ルチャニ自治体内）で行われるグチャ・トランペット音楽祭はノヴィ・サドのEXIT音楽フェスティバルと共にバルカン地域でも人気のあるミュージックフェスタの一つとなっている。
現在では市内での芸術作品の制作には協会、個人ギャラリー、グループおよび多くの愛好家からの援助がされていることもある。。

### 教育
チャチャクには3つの大学学部が所在し、そのうち2つはクラグイェヴァツ大学の学部である。
- クラグイェヴァツ大学栽培学部
- クラグイェヴァツ大学理学部
- 高等技術専門教育学校

高等学校は6校ある。
- チャチャク文法学校
- 経済高校
- 技術高校
- 医療高校
- 工業高校
- F&C学校

### 観光
チャチャクの周辺には多くの教会や修道院があり、これらは文化的・歴史的に大きな意味を持った記念物である。20を超える教会や修道院がチャチャクにあり、これはセルビア国内で最も多い。チャチャクにとって最も重要な教会や修道院には昇天教会、リュビチ丘陵の聖ツァール・ラザル教会、ヴヤン修道院がある。特別な意味を持つのがオヴチャル＝カブラル峡谷の修道院群で、これらは文化的・歴史的にすべて中世に遡り、何世紀にも亘って創られたチャチャクの文化・芸術の遺産である。そこには12の修道院・教会がある：
- Uspenje
- Vavedenje
- Jovanje
- Nikolje
- Blagoveštenje
- Vaznesenje
- Preobraženje
- Sretenje
- Sveta Trojica
- Ilinje
- Savinje
- Kadjenica

薬効のある温泉や鉱泉がヘルスケアや治療、レクレーションなどの観光開発の基礎となっている。自治体内にはゴルニャ・トレプチャ、オヴチャル・バニャ、スラティンスカ・バニャの3つのスパがある。ピクニックスポットとしてはイェリツァ山のグラディナ公園および「戦闘・勝利」スポメン公園、リュビチ丘陵の記念コンプレックス、グルイネ草原や、ベリナ、パルメナツ、メジュヴルシイェでの西モラヴァ川での筏や、ディチナ、カメニツァ、チェメルニツァ、バニャの短い川沿いのピクニックスポットがある。

### スポーツ
チャチャクにはセルビアでは全国的に有名なスポーツクラブも多くあり、主要なスポーツにはバスケットボールやサッカー、ハンドボールがある。バスケットボールのKKボラツ・チャチャクとサッカーのFKボラツ1926はセルビアの1部リーグに参戦しており何年にも亘って多くの勝利を収めている。また女子ハンドボールクラブチームも同様に強豪である。

### ギャラリー

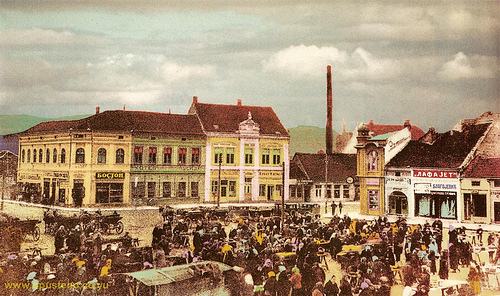
20世紀初頭のチャチャク
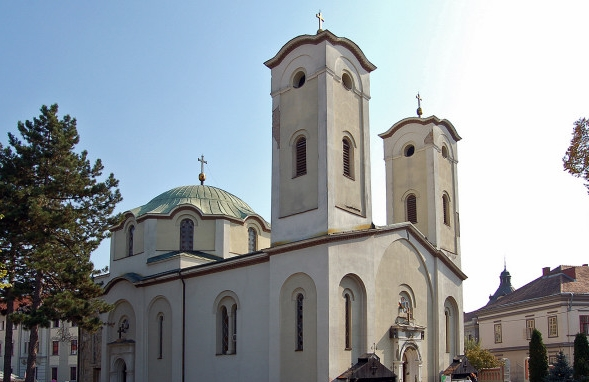
イエス昇天教会
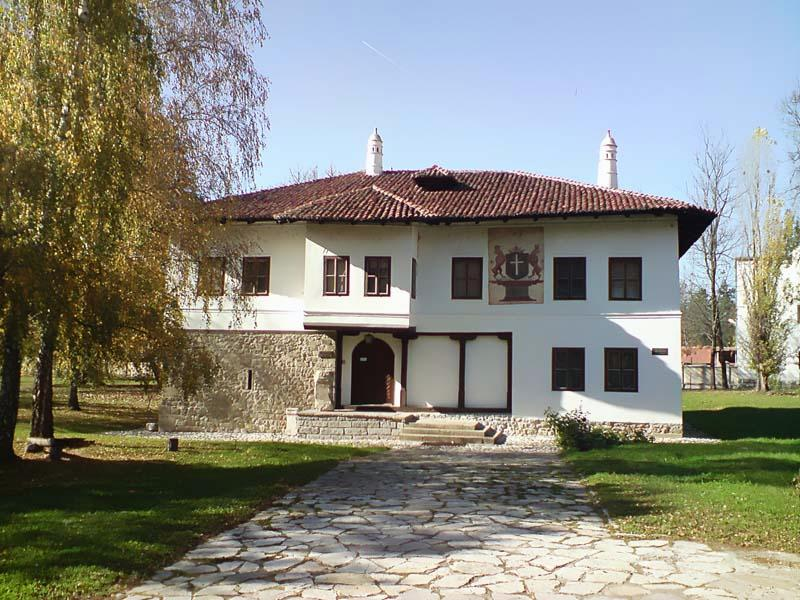
国立博物館
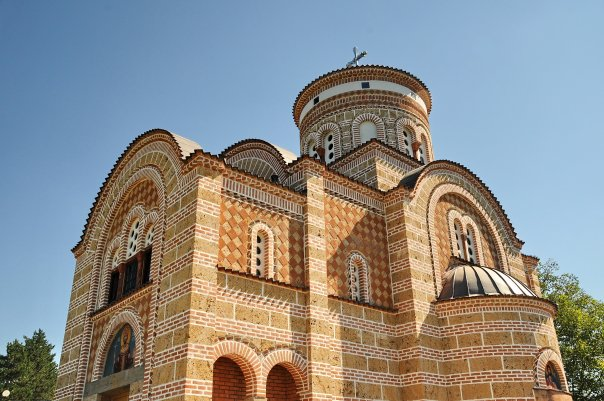
聖ラザル教会
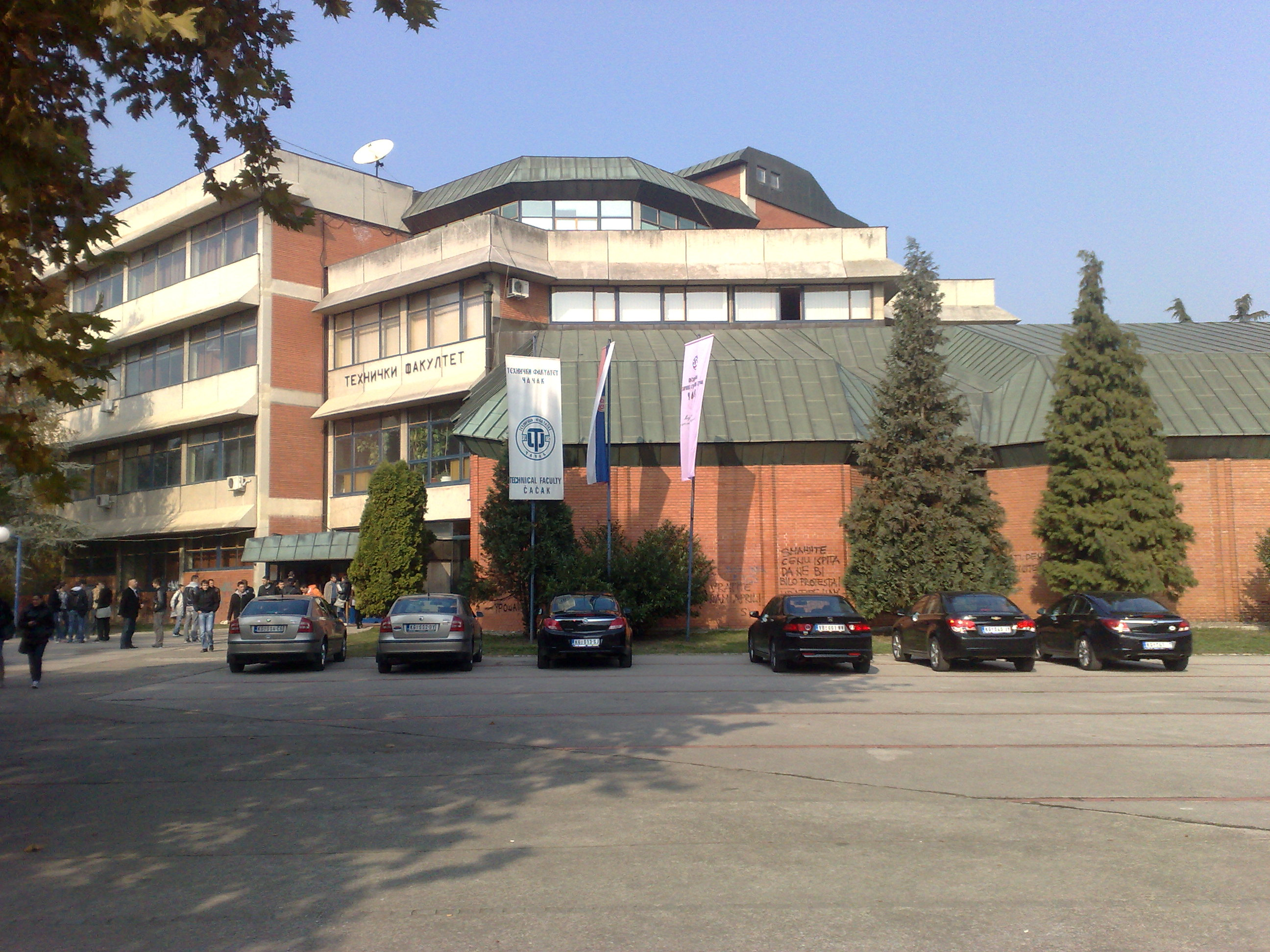
クラグイェヴァツ大学理学部
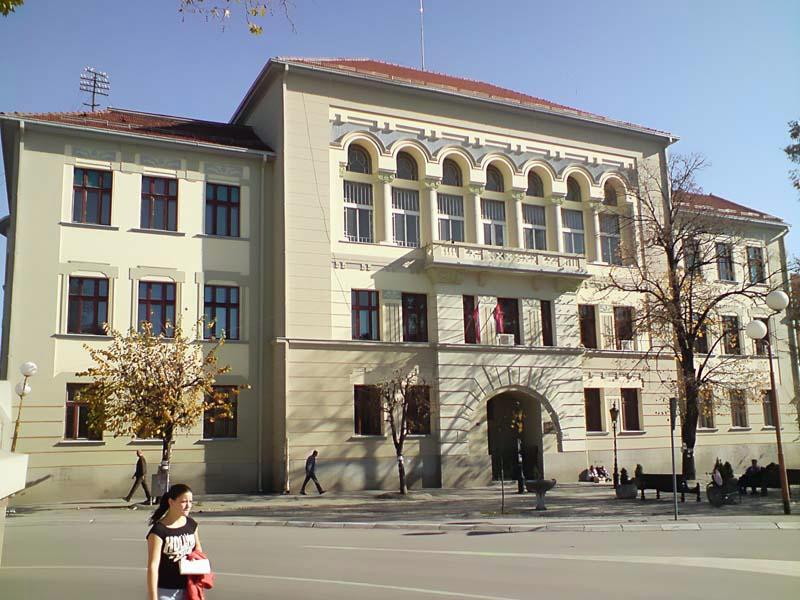
チャチャクグラマースクール
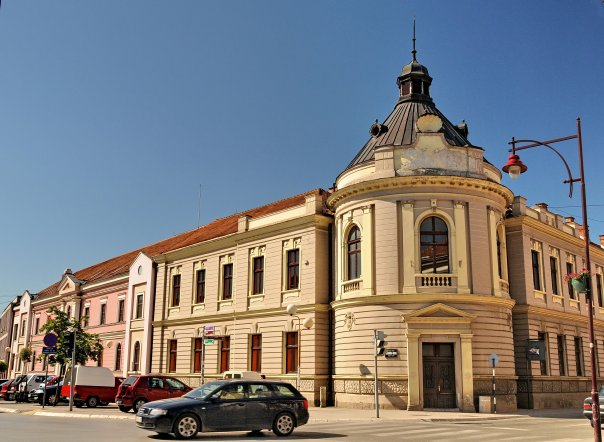
経済高校
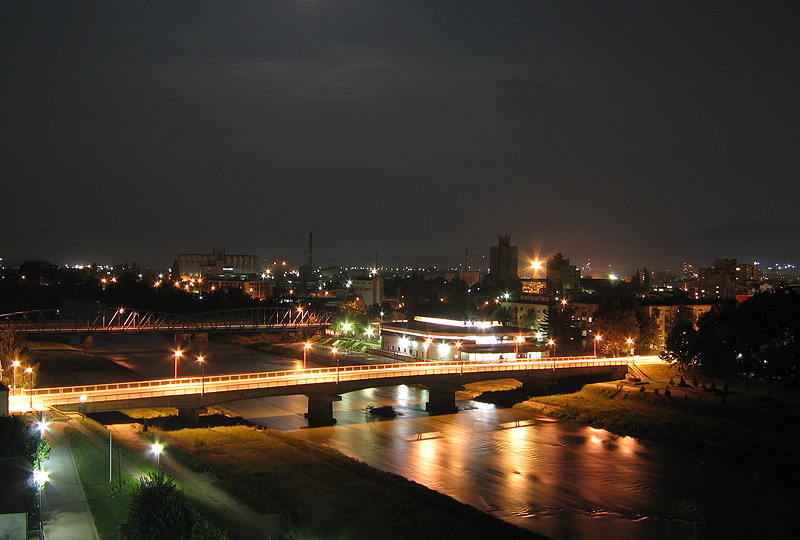
ボラツホールと西モラヴァ川に架かる橋

## 人口動態
2011年の国勢調査によれば、チャチャク自治体の人口は115,337人、チャチャク市街地の人口は73,331人だった。
住民の平均年齢は38.8歳でうち男性は37.9歳、女性は39.7歳。平均世帯人員は2.98人。市の住民は大多数がセルビア人であり、95．3%を占めている。
過去3回の国勢調査を通じ人口は増加している。自治体内の民族構成は以下の通り：
| 民族構成         | 人口    |
| ---------------- | ------- |
| セルビア人       | 110,886 |
| ロマ             | 530     |
| モンテネグロ人   | 328     |
| クロアチア人     | 105     |
| ユーゴスラビア人 | 117     |
| マケドニア人     | 112     |
| ロシア人         | 34      |
| その他           | 3,225   |
| 合計             | 115,337 |

## 著名人
- ダルコ・ラゾヴィッチ - サッカー選手
- イヴァン・ステヴァノヴィッチ - サッカー選手
- ラザル・マルコヴィッチ - サッカー選手
- フィリップ・ムラデノヴィッチ - サッカー選手
- マルコ・ロミッチ - サッカー選手
- ミラン・ヨヴァノヴィッチ - サッカー選手
- タディヤ・ドラギチェビッチ - バスケットボール選手
- ロベルト・キセルロヴスキ - 自転車競技選手

## 国際関係

### 姉妹都市
チャチャクは以下の都市と姉妹都市の協定を結んでいる。
| - ルザ, ロシア（2012年から） - ソチ, ロシア（2012年から） - ヴァラシュスケー・メジジーチー, チェコ（2005年から） - ブラトゥナツ, ボスニア・ヘルツェゴビナ（2001年から） - トノン＝レ＝バン, フランス（1968年から） | - ブレズノ, スロバキア - ツルチャンスケ・テプリツェ, スロバキア - フィリッピ, ギリシャ - カテリーニ, ギリシャ - ハン・ピイェサク, ボスニア・ヘルツェゴビナ |